# COLEZO! TWIN 桜田淳子
『COLEZO! TWIN 桜田淳子』（コレゾ! ツイン さくらだじゅんこ）は、桜田淳子のベスト・アルバム。2005年12月16日発売。発売元はビクターエンタテインメント。

## 解説
シングルA面曲を中心にシングルB面曲やアルバム収録曲、ライブ盤からの音源を交えた2枚組構成で、計39トラックを収録。ライブ音源以外は年代順に収録されているが、後年のシングルは数曲を除いてほとんど収録されていない。
1998年に発売された『桜田淳子 TWIN BEST』の再発盤のため、収録内容はジャケットも含めて全くの同一である。また『桜田淳子 TWIN BEST』については2004年にも、価格のみ廉価に設定した期間限定生産盤が発売されていた。

## 収録曲

### Disc 1
1. 天使も夢みる（2:24）
  - 作詞: 阿久悠、作曲: 中村泰士、編曲: 高田弘
2. 天使の初恋（2:06）
  - 作詞: 阿久悠、作曲: 中村泰士、編曲: 高田弘
3. わたしの青い鳥（3:03）
  - 作詞: 阿久悠、作曲: 中村泰士、編曲: 高田弘
4. 花物語（2:45）
  - 作詞: 阿久悠、作曲: 中村泰士、編曲: あかのたちお
5. 三色すみれ（3:01）
  - 作詞: 阿久悠、作曲: 中村泰士、編曲: 馬飼野康二
6. 黄色いリボン（2:55）
  - 作詞: 阿久悠、作曲・編曲: 森田公一
7. 花占い（2:46）
  - 作詞: 阿久悠、原案: 簑島若代、作曲: 中村泰士、編曲: あかのたちお
8. はじめての出来事（3:18）
  - 作詞: 阿久悠、作曲: 森田公一、編曲: 竜崎孝路
9. ひとり歩き（2:45）
  - 作詞: 阿久悠、作曲・編曲: 筒美京平
10. 白い風よ（3:21）
  - 作詞: 石森史郎、作曲: 桑原研郎、編曲: 竜崎孝路
11. 十七の夏（3:37）
  - 作詞: 阿久悠、作曲: 森田公一、編曲: 竜崎孝路
12. 天使のくちびる（3:07）
  - 作詞: 阿久悠、作曲: 森田公一、編曲: 竜崎孝路
13. 叱られてから（2:48）　シングル「天使のくちびる」B面
  - 作詞: 阿久悠、作曲: 森田公一、編曲: 竜崎孝路
14. ゆれてる私（3:03）
  - 作詞: 阿久悠、作曲: 森田公一、編曲: 竜崎孝路
15. 泣かないわ（2:48）
  - 作詞: 阿久悠、作曲: 森田公一、編曲: 萩田光雄
16. 青春前期（3:32）　アルバム『青春前期』より
  - 作詞: 阿久悠、作曲・編曲: 萩田光雄
17. 夏にご用心（2:26）
  - 作詞: 阿久悠、作曲: 森田公一、編曲: 高田弘
18. 白い少女のバラード（3:41）　シングル「夏にご用心」B面
  - 作詞: 阿久悠、作曲: 森田公一、編曲: 竜崎孝路
19. ねえ!気がついてよ（3:23）
  - 作詞: 阿久悠、作曲・編曲: 大野克夫
20. もう一度だけふり向いて（2:58）
  - 作詞: 阿久悠、作曲: 穂口雄右、編曲: 高田弘
21. あなたのすべて（3:20）
  - 作詞: 阿久悠、作曲: 和泉常寛、編曲: 船山基紀

### Disc 2
1. 気まぐれヴィーナス（2:56）
  - 作詞: 阿久悠、作曲: 森田公一、編曲: 船山基紀
2. アヴァンチュール（3:26）　アルバム『ラブ・淳子が禁断の木の実を食べた』より
  - 作詞: 阿久悠、作曲・編曲: 穂口雄右
3. もう戻れない（2:46）
  - 作詞: 阿久悠、作曲: 筒美京平、編曲: 船山基紀
4. しあわせ芝居（3:58）
  - 作詞・作曲: 中島みゆき、編曲: 船山基紀
5. 追いかけてヨコハマ（2:46）
  - 作詞・作曲: 中島みゆき、編曲: 船山基紀
6. リップスティック（4:17）
  - 作詞: 松本隆、作曲・編曲: 筒美京平
7. 20才になれば（3:25）
  - 作詞・作曲: 中島みゆき、編曲: 船山基紀
8. サンタモニカの風（3:22）
  - 作詞: 阿久悠、作曲・編曲: 萩田光雄
9. 化粧（シングル・バージョン）（4:40）
  - 作詞・作曲: 中島みゆき、編曲: 大村雅朗
10. 刹那Tic （5:08）　シングル「This is a "Boogie"」B面
  - 作詞: 麻木かおる、作曲: 矢野顕子、編曲: 大村雅朗
11. 眉月夜（4:11）
  - 作詞: 茅野遊、作曲: 小椋佳、編曲: 奥慶一
12. メドレー 花占い〜天使も夢みる（3:59）（ライブ音源）
  - 作詞: 阿久悠、作曲: 中村泰士、編曲: 服部克久
13. 黄色いリボン（2:17）（ライブ音源）
  - 作詞: 阿久悠、作曲: 森田公一、編曲: 竹村次郎
14. ひとり歩き（2:03）（ライブ音源）
  - 作詞: 阿久悠、作曲: 筒美京平、編曲: 竹村次郎
15. 夏にご用心（2:20）（ライブ音源）
  - 作詞: 阿久悠、作曲: 森田公一、編曲: 竹村次郎
16. はじめての出来事（2:54）（ライブ音源）
  - 作詞: 阿久悠、作曲: 森田公一、編曲: 藤崎邦夫
17. 十七の夏（2:45）（ライブ音源）
  - 作詞: 阿久悠、作曲: 森田公一、編曲: 竹村次郎
18. 気まぐれヴィーナス（2:59）（ライブ音源）
  - 作詞: 阿久悠、作曲: 森田公一、編曲: 竹村次郎